# Phare de Los Ahorcados
Le phare de Ahorcados ou  Faro dels Penjats est un phare situé sur l'îlot de la isla de Los Ahorcados (ou isla de Es Penjats) à l'extrémité sud de l'île d'Ibiza, dans l'archipel des Îles Baléares (Espagne). Elle appartient à la commune de Sant Josep de sa Talaia.
Il est géré par l'autorité portuaire des îles Baléares (Autoridad Portuaria de Baleares) au port d'Alcúdia.

## Histoire
C'est une tour cylindrique, avec galerie et lanterne, construite au centre d'une maison de gardien d'un seul étage. 
La tour de 20 m de haut est peinte en blanc avec des bandes noires horizontales. Ce phare marque le passage étroit entre les îles de Formentera et Ibiza, car les deux îlots de Los Ahorcados sont reliés par une arête rocheuse à peine submergée. Le phare a été surélevé de cinq mètres en 1861. Il est automatisé en 1929, le premier aux Baléares.
Le phare est localisé sur un îlot à environ 1,8 km au sud du point extrême sud d'Ibiza ; il n'est accessible que par bateau.
Identifiant : ARLHS : BAL-001 ; ES-32520- Amirauté : E0260 - NGA : 4780 .
|                                     |
| Le phare sur Islos de Los Ahorcados |